# 39336 Маріякапрія
39336 Маріякапрія (39336 Mariacapria) — астероїд головного поясу, відкритий 11 січня 2002 року.
Тіссеранів параметр щодо Юпітера — 3,200.